# Radoslav Látal
Radoslav Látal (Prostějov, 6 januari 1970) is een Tsjechisch voetbalcoach en voormalig voetballer die speelde als middenvelder. In Duitsland speelde hij zeven seizoenen voor FC Schalke 04, maar de meeste wedstrijden uit zijn loopbaan speelde hij voor SK Sigma Olomouc uit Tsjechië. Látal heeft 47 interlands in het Tsjechisch voetbalelftal achter zijn naam. Daarvoor kwam hij dertien keer uit voor het op 1 januari 1994 ontbonden Tsjecho-Slowaaks voetbalelftal.
Na zijn spelerscarrière werd Látal actief als voetbalcoach. Sinds 2019 is hij de coach van Sigma Olomouc.

## Clubcarrière
Látal heeft gedurende zijn profcarrière voornamelijk voor de Tsjechische topclub en 1. česká fotbalová liga-club SK Sigma Olomouc gespeeld. Na zijn spelerscarrière werd Látal er coach in 2019. In 1994 dwong hij een transfer af naar de Duitse topclub FC Schalke 04, waar hij bleef spelen tot 2001 (187 competitiewedstrijden, 14 goals). Onder leiding van de Nederlandse trainer Huub Stevens en sportief manager Rudi Assauer won Látal in 1997 de UEFA Cup – sinds 2009 de UEFA Europa League – in de finale tegen het Italiaanse Internazionale. De Belgische aanvaller Marc Wilmots ontpopte zich tot de grote held in de strafschoppenserie die de uitkomst bepaalde. Na twee finaleduels was de stand 1–1, ook al vanwege Wilmots. Látal verscheen aan de aftrap. De Tsjech beëindigde zijn loopbaan bij de Tsjechische topclub Baník Ostrava.
Met Baník Ostrava werd de middenvelder, die veelal op rechts te vinden was, Tsjechisch landskampioen (2004) en won de beker (2005).

## Interlandcarrière
Látal verloor met Tsjechië als outsider de finale van EURO 1996 tegen Duitsland. Hij speelde tijdens de finale echter niet mee. Vier jaar later, op EURO 2000 in België en Nederland, kreeg Látal een rode kaart in de groepswedstrijd tegen Nederland. Látal werd gewoon vervangen, maar op de bank liepen zijn emoties hoog op nadat de Italiaanse topscheidsrechter Pierluigi Collina in het ultieme slot een strafschop toekende aan Nederland. Frank de Boer scoorde en Látal ging daarop door het lint.
In 2001 stopte hij als international nadat Tsjechië een streep kon trekken door het wereldkampioenschap voetbal 2002 in Japan en Zuid-Korea.

## Erelijst

### Speler
Met ASVS Dukla Praag:
- Tsjecho-Slowaakse voetbalbeker: 1990

Met Baník Ostrava:
- 1. česká fotbalová liga: 2004
- Beker van Tsjechië: 2005

Met Schalke 04:
- UEFA Cup: 1997

### Trainer
Met Dinamo Brest (Wit-Rusland):
- Wit-Russische voetbalbeker: 2018